# Cottagecore
 (janvier 2023).
Cottagecore est un terme anglais, composé du nom cottage (chaumière) et de la racine -core, désignant une aesthetic popularisée sur Internet par des adolescents et des jeunes adultes idéalisant la vie rurale. 

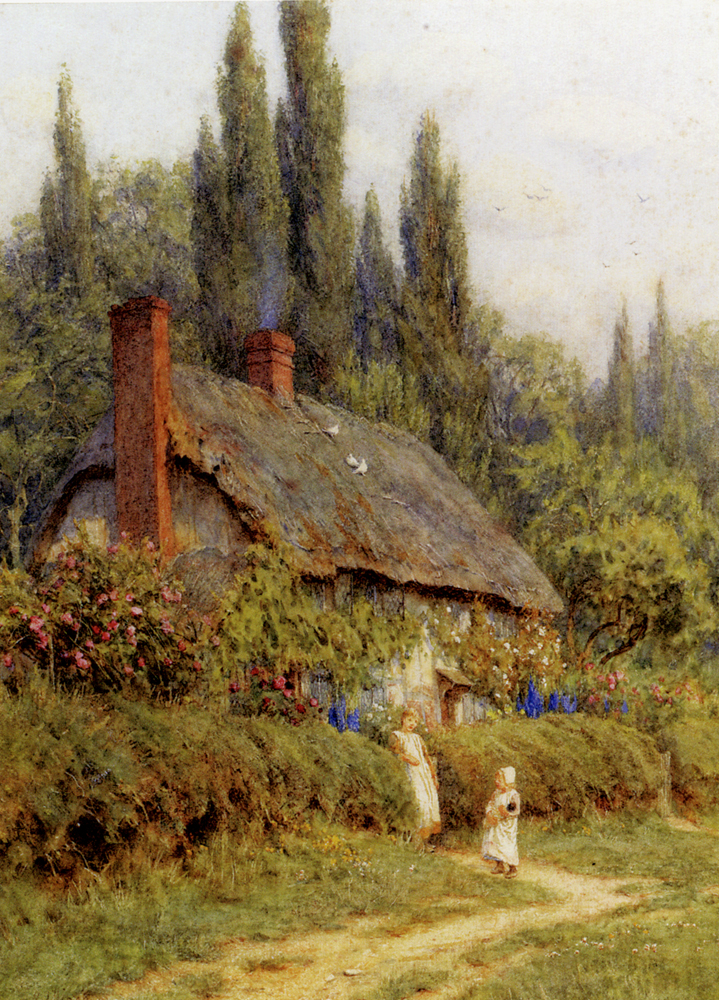
Enfant sur un chemin à l'extérieur d'une chaumière, aquarelle d'Helen Allingham, XIXe siècle.

Reposant sur l'image de la campagne européenne, et notamment anglaise, la notion se développe dans les années 2010,, et est nommée pour la première fois cottagecore en 2018 sur Tumblr. Cette aesthetic se concentre autour de la mode et de la décoration intérieure, aux caractères ruraux et traditionnels, ainsi que sur l'artisanat, notamment le dessin, la cuisine ou la poterie, et est apparentée à d'autres courants comme le grandmacore, le farmcore, le goblincore (en) ou le fairycore. 
Le cottagecore est décrit par certaines sources comme une sous-culture des milléniaux et de la génération Z,. Les facteurs qui expliquent l'attrait de ces générations pour ce concept sont notamment leurs ressources économiques, leur sensibilité à l'idée de durabilité et l'augmentation du télétravail pendant la pandémie de Covid-19. 